# قتل ۱۰۱ (فیلم ۱۹۹۱)
قتل ۱۰۱ (به انگلیسی: Murder 101) فیلمی تلویزیونی محصول سال ۱۹۹۱ و به کارگردانی بیل کاندن است. در این فیلم بازیگرانی همچون پیرس برازنان، دی یونگ و آنتونی کورونه ایفای نقش کرده‌اند.